# Storie della Genesi

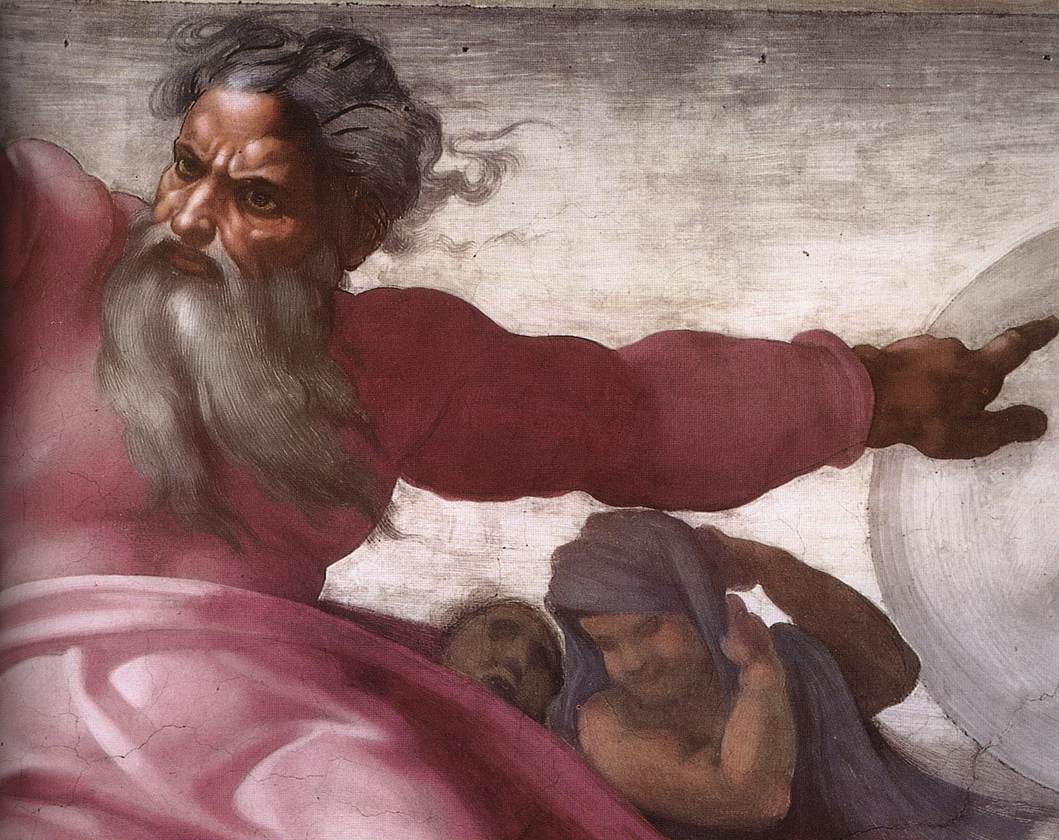
Creazione degli astri e delle piante

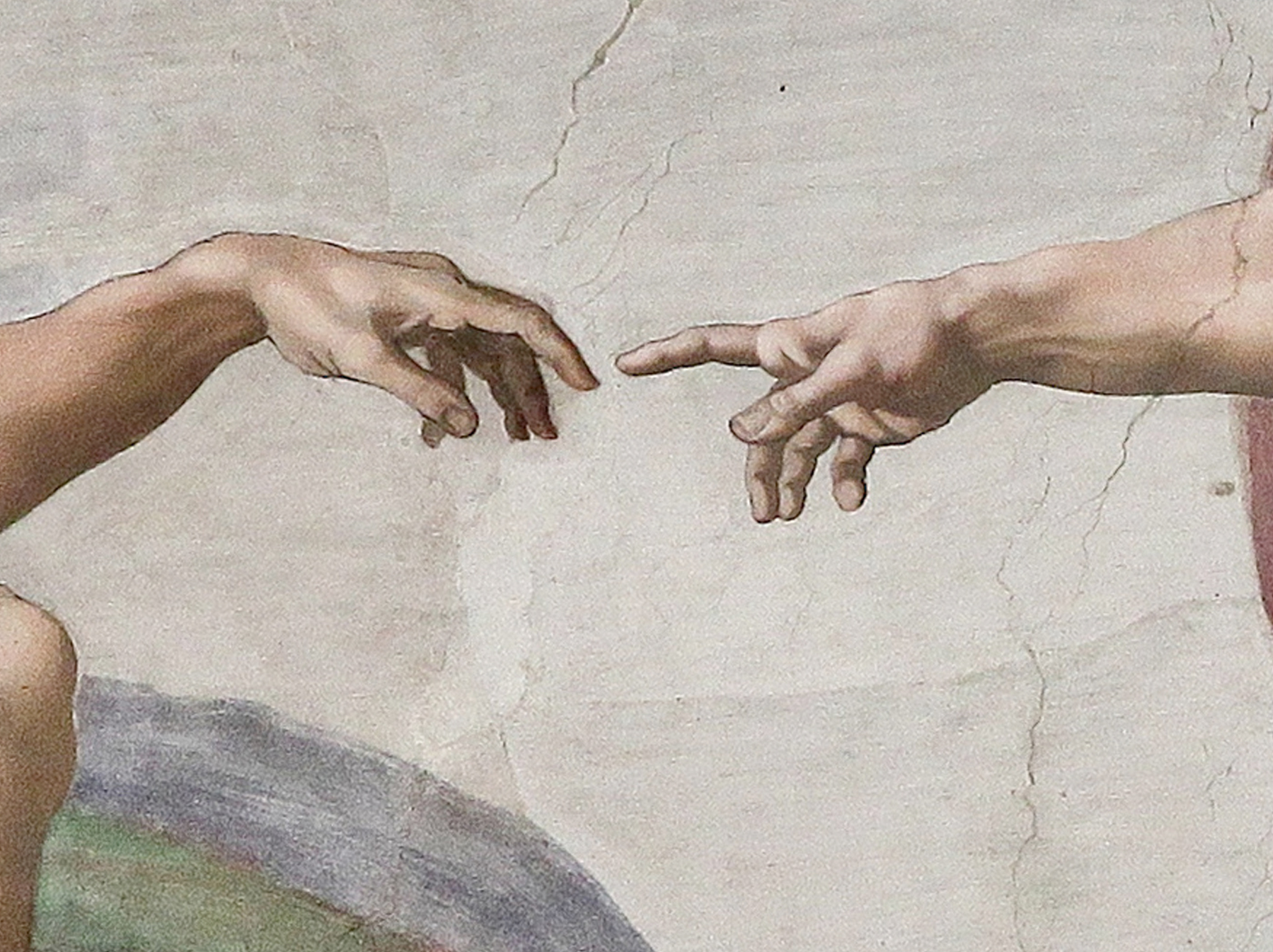
Creazione di Adamo

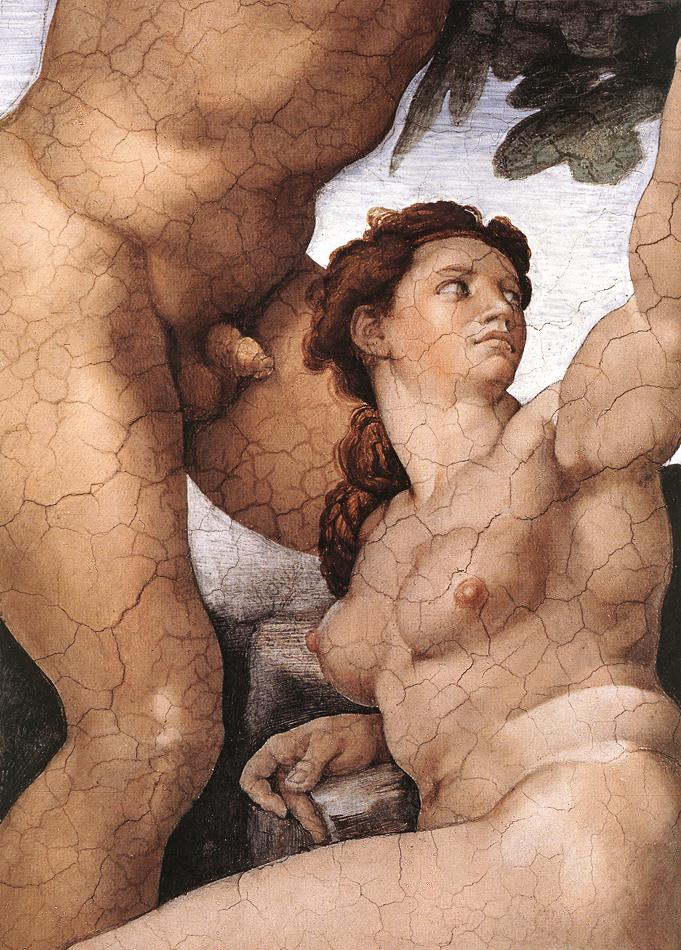
Peccato originale e cacciata dal Paradiso terrestre

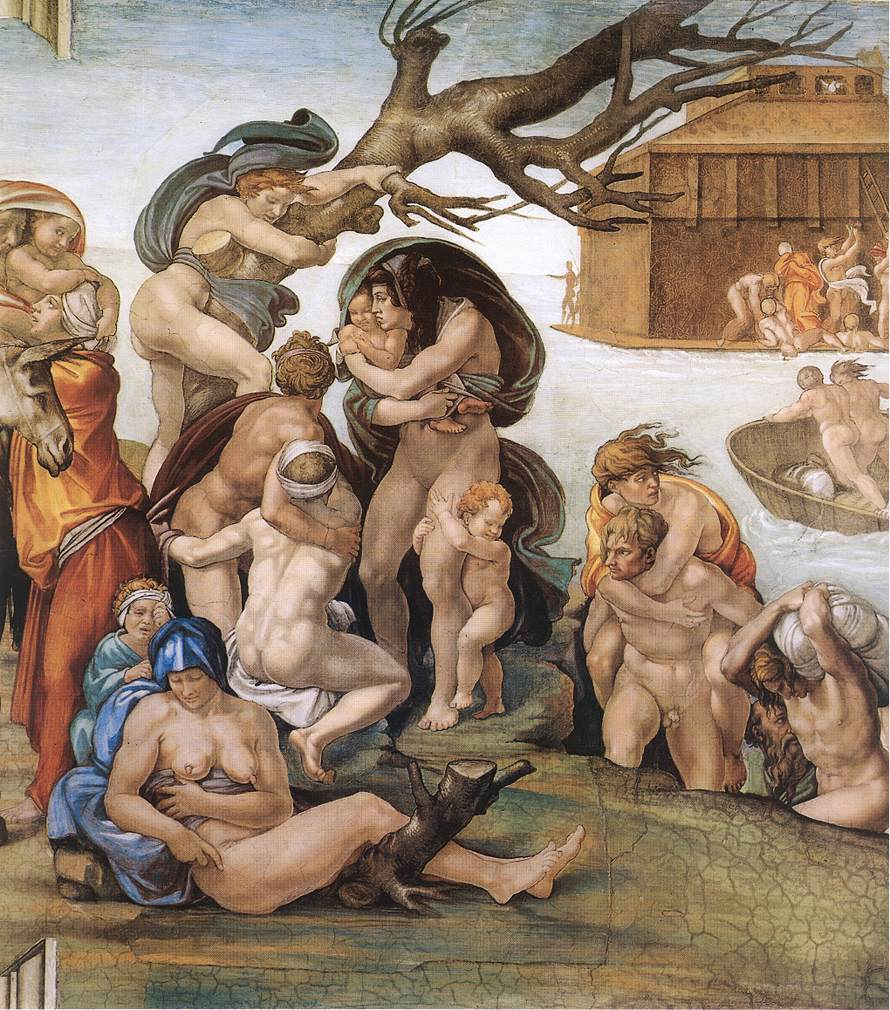
Diluvio Universale

La Storie della Genesi sono i riquadri centrali affrescati da Michelangelo tra il 1508 e il 1512 sulla volta della Cappella Sistina a Roma.

## Storia
Michelangelo dipinse le Storie nei riquadri centrali della volta, come è noto procedendo da est verso ovest, cioè in maniera contraria allo sviluppo delle storie sulla Genesi, dalla porzione sopra l'ingresso cerimoniale fino all'altare. Furono necessarie due fasi, per via del ponteggio che copriva metà della cappella e che dovette essere smontato e rimontato. La metà dei lavori doveva essere probabilmente all'altezza originaria della transenna marmorea, più o meno al centro della cappella, di solito indicato in corrispondenza della Creazione di Eva nella quinta campata. La prima fase andò dal 1508 al 1510; la seconda dall'autunno del 1511 all'ottobre del 1512.
Le due fasi sono diverse anche dal punto di vista stilistico: la prima mostra figure piuttosto piccole e composte in scene articolate; la seconda, dipinta dopo che Michelangelo ebbe modo di vedere gli affreschi dal basso, ha invece figure più grandi e possenti, con gesti più eloquenti e uno stile pittorico più sintetico, ma non per questo meno efficace. Nella prima fase inoltre l'artista fece ricorso ad aiuti, soprattutto nel Diluvio universale, che vennero poi licenziati per l'insoddisfazione del maestro riguardo al loro lavoro.

## Descrizione e stile
I nove riquadri centrali mostrano Storie della Genesi, disposte in ordine cronologico partendo dalla parete dell'altare. La scelta degli episodi venne forse ispirata (secondo E. Steinmann) alle dodici "profezie" intonate dal coro della cappella nel Sabato Santo. Essi sono raggruppabili a tre a tre in sette categorie: Storie della Creazione, Storie dei progenitori e Storie di Noè. Come scrisse Mariani (1964), le scene della Genesi non sono una pedestre illustrazione del testo sacro, ma "una profonda interpretazione plastica dello spirito dell'Antico Testamento". 
A partire da sempre un riquadro piccolo alle estremità, si alternano uno grande e uno minore. Quello minore è contornato dalla cornice architettonica illusoria, ravvivata da Ignudi e medaglioni con Scene bibliche.
1. Separazione della luce dalle tenebre, 1512 circa (Genesi 1,1-5[2])
2. Creazione degli astri e delle piante, 1511-1512 circa (Genesi 1,11-19[3])
3. Separazione della terra dalle acque, 1511-1512 circa (Genesi 1,9-10[4])
4. Creazione dell'uomo 1511 circa (Genesi 1,26-27[5])
5. Creazione della donna, 1510 circa (Genesi 2,18-25[6])
6. Peccato originale e cacciata dal Paradiso terrestre, 1510 circa (Genesi 3,1-13.22-24[7])
7. Sacrificio di Noè, 1508-1510 circa (Genesi 8,15-20[8])
8. Diluvio Universale, 1508 circa (Genesi 6,5-8,20[9])
9. Ebbrezza di Noè, 1508 circa (Genesi 9,20-27[10])

Esse sono anche da leggere come prefigurazione del Nuovo Testamento, come suggerisce la presenza dei Veggenti: ad esempio l'Ebbrezza di Noè prefigura il Cristo schernito, il Diluvio il Battesimo, il Sacrificio di Noè la Passione e così via fino alla Separazione della luce dalle tenebre che simboleggia il Giudizio Universale.

## Galleria d'immagini

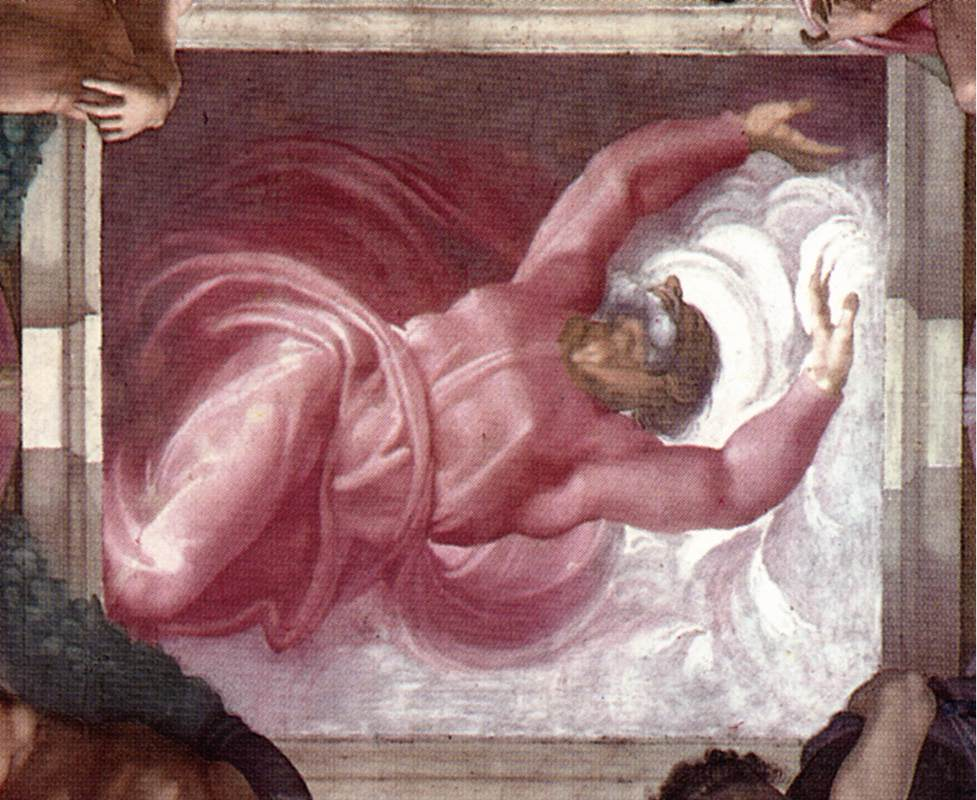
Separazione della luce dalle tenebre
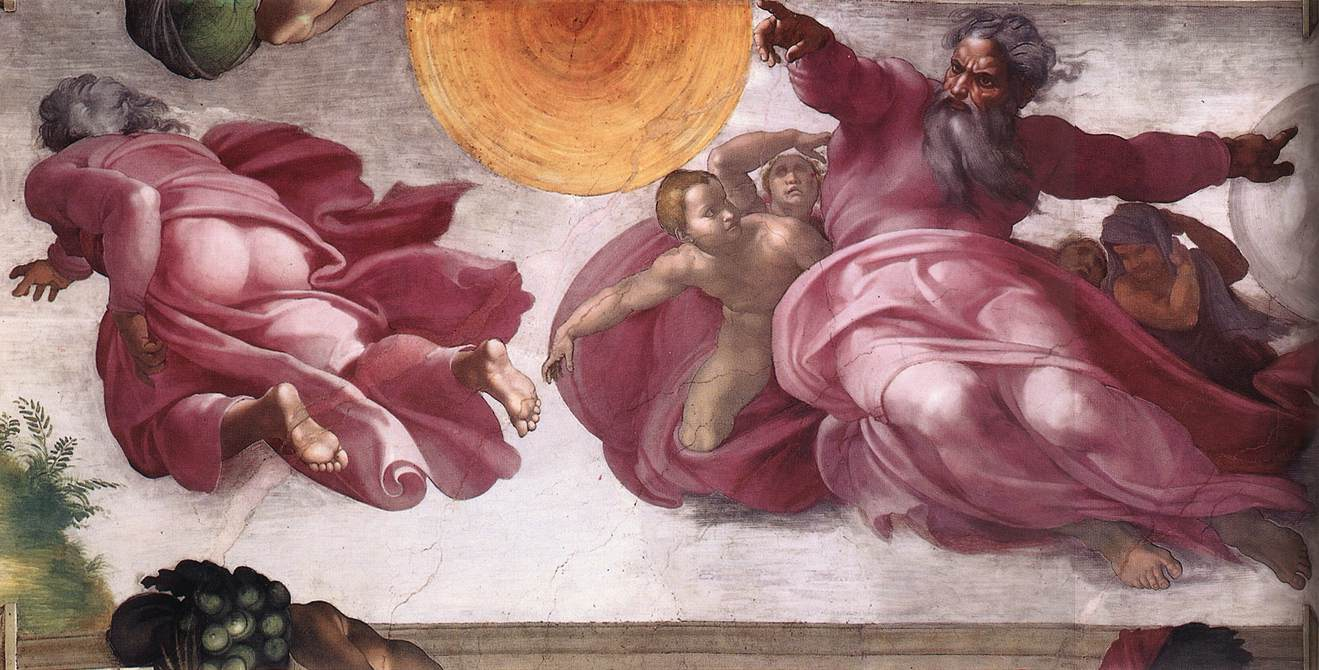
Creazione degli astri e delle piante
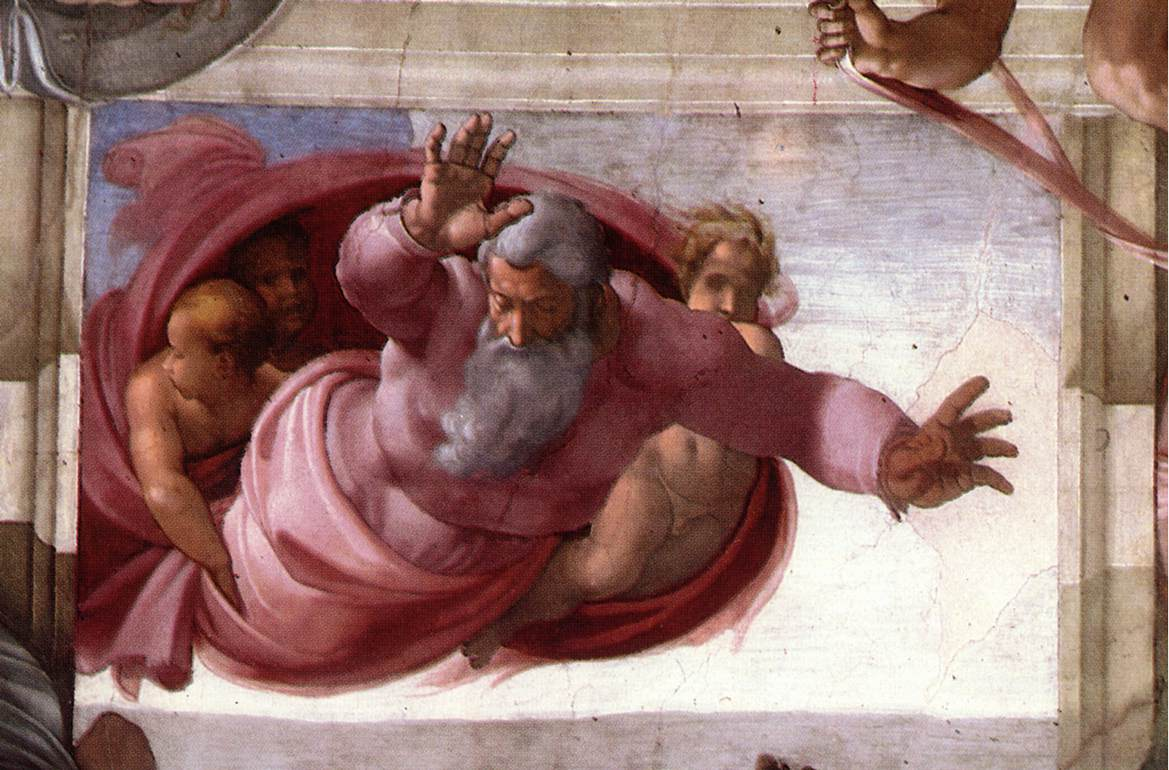
Separazione della terra dalle acque
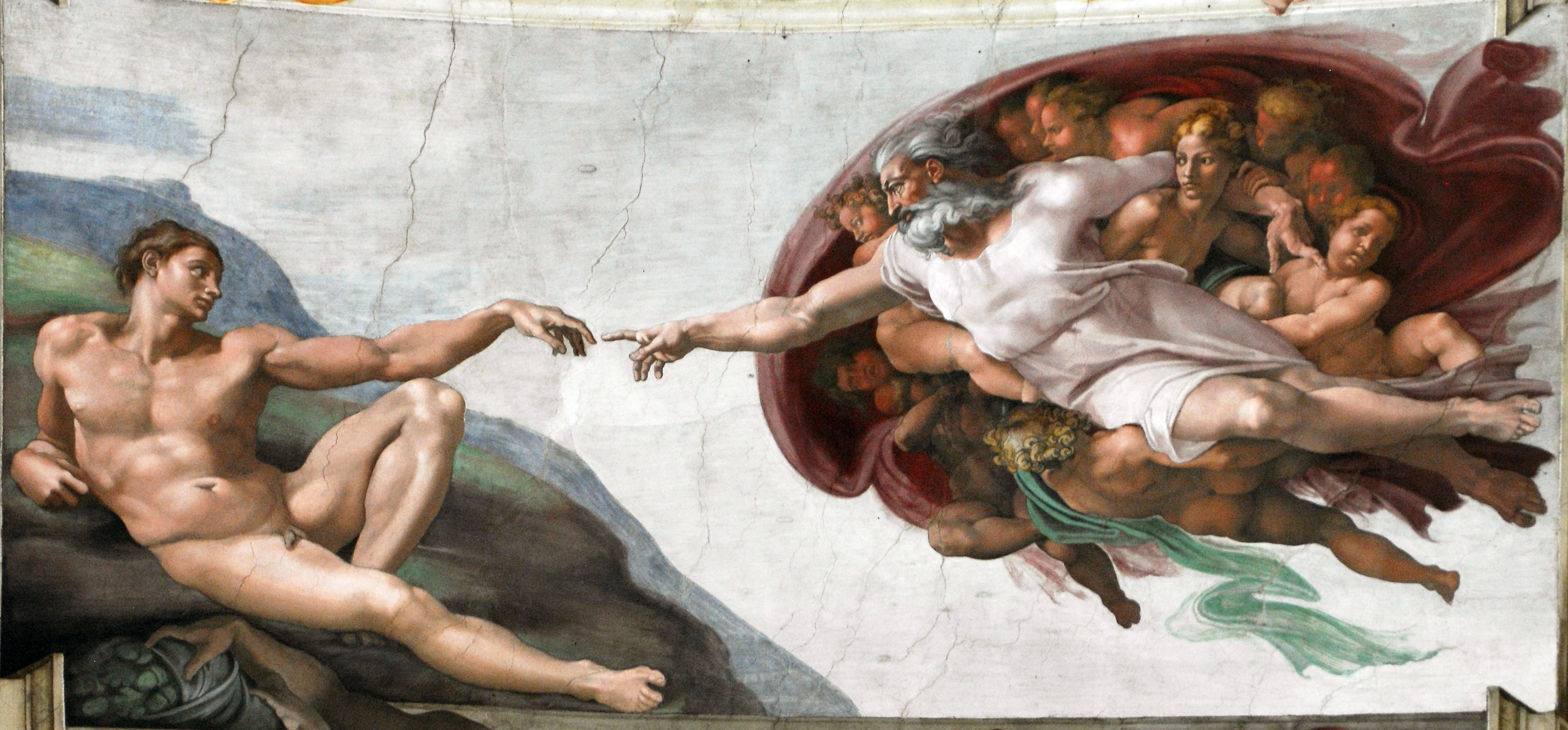
Creazione di Adamo
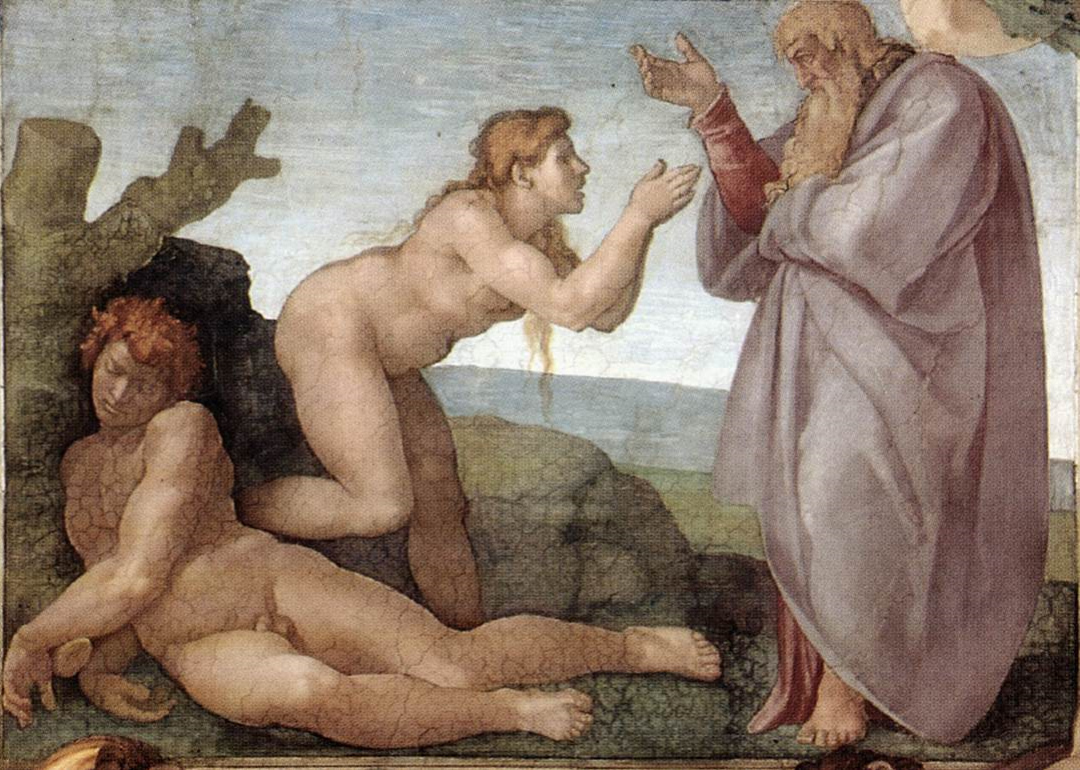
Creazione di Eva
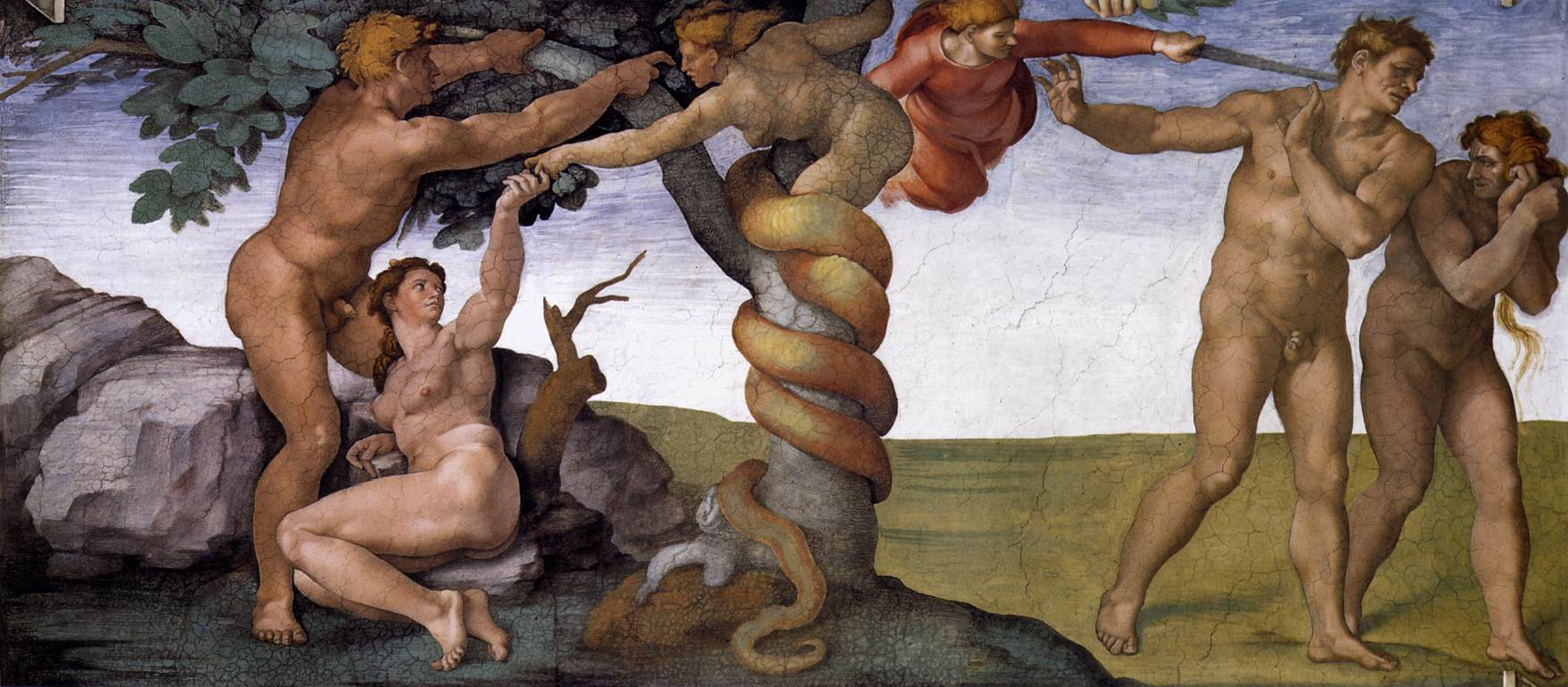
Peccato originale e cacciata dal Paradiso terrestre
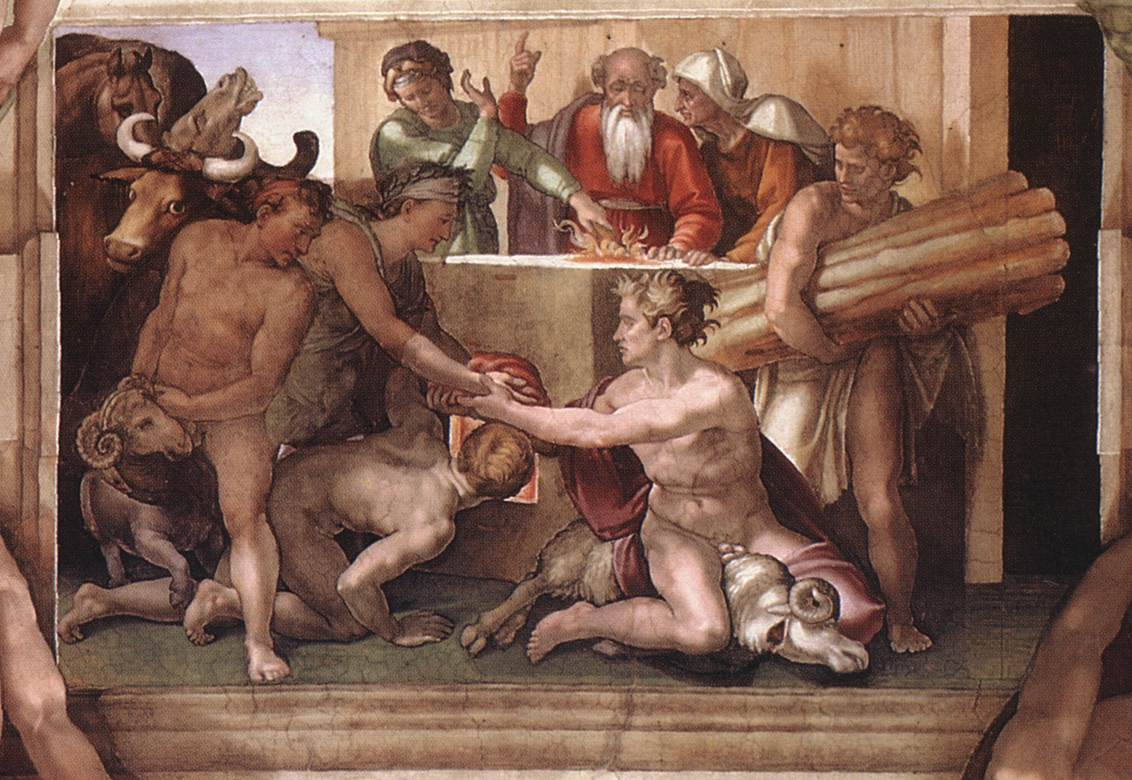
Sacrificio di Noè
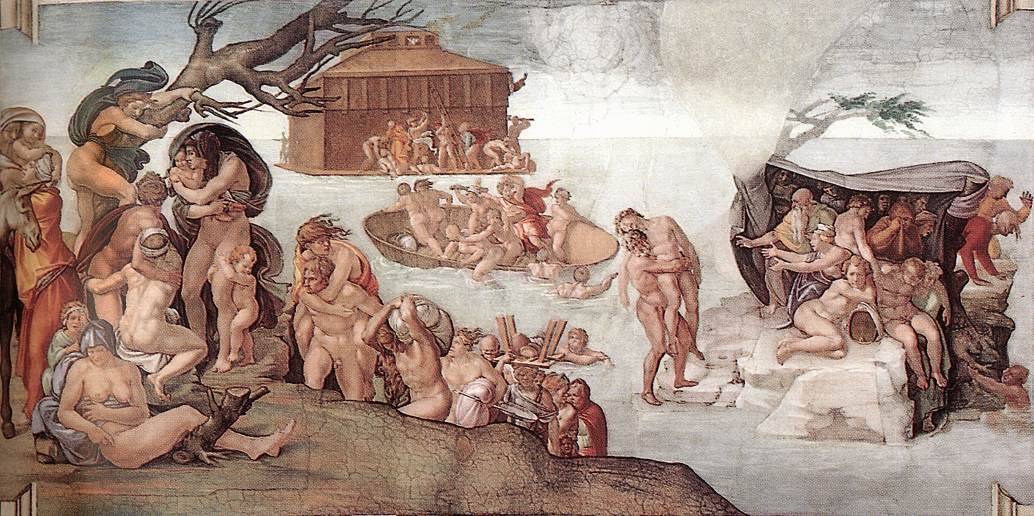
Diluvio Universale
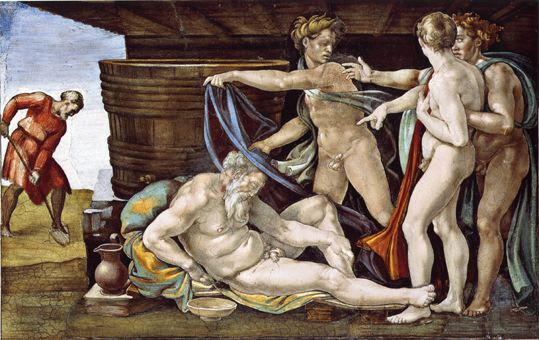
Ebbrezza di Noè